# 聖アントニウスの誘惑のある風景 (クロード・ロラン)
『聖アントニウスの誘惑のある風景』（せいアントニウスのゆうわくのあるふうけい、仏: Paysage aux tentations de Saint Antoine, 西: Paisaje con las tentaciones de san Antonio, 英: Landscape with the Temptations of Saint Anthony）は、フランスのバロック時代の古典主義の画家クロード・ロランが1638年頃に制作した風景画である。油彩。キリスト教の聖人である聖アントニウスの有名なエピソード、「聖アントニウスの誘惑」を主題としている。ブエン・レティーロ宮殿の装飾のために制作された8点の風景画連作の1つで、クロード・ロランの通常の作例から逸脱した異例の夜景画となっている。現在はマドリードのプラド美術館に所蔵されている。

## 主題
3世紀から4世紀の聖人である聖アントニウスは修道院制度の創始者とされている。エジプトに生まれた聖アントニウスは、両親が死去すると財産を貧しい人々に分け与えたのち、砂漠に隠遁し、隠者として孤独な生活を続けたが、悪魔たちの攻撃と誘惑に苦しめられたと伝えられている。悪魔たちは庵室にいる聖人を襲い、聖人を空中に吊り上げたり、あるいはその身体を引き裂こうとするが、神が聖アントニウスのもとに現れると逃走したと伝えられている。

## 制作経緯
スペイン国王フェリペ4世の治世に着工されたブエン・レティーロ宮殿を装飾するため、第3代オリバーレス伯爵ガスパール・デ・グスマンの監督のもと大規模な美術品が購入された。その購入総数は200点にもおよび、入手方法を特定することは困難であるが、史料によってローマで活動する芸術家たちに多くの風景画が発注されたことが分かっている。クロード・ロランにも1636年から1638年に4点、1639年から1641年に本作品を含む4点の計8点の絵画が発注されている。このうち前者は本作品を含む横長の画面の作品『聖オヌフリウスのいる風景』（Paysage avec saint Onuphrius）、『聖マリア・デ・セルヴェッロのいる風景』（Paysage avec Sainte María de Cervelló）、ほか失われた作品1点である。後者は縦長の画面の作品で、『モーセの発見のある風景』（Paysage avec la découverte de Moïse）、『聖セラピアの埋葬のある風景』（Paysage avec l'Enterrement de Saint Serapia）、『オスティアで乗船するローマの聖パウラがいる風景』（Paysage à l'embarquement de Sainte Paula Romana à Ostie）、『大天使ラファエルとトビアスのいる風景』（Paysage avec l'archange Raphaël et Tobias）であった。

## 作品
聖アントニウスは廃墟と化した建築物の中に庵室を結んで暮らしている。しかし聖人の住処はどこからともなく現れるインプ（小悪魔）たちに荒らされている。悪魔たちは松明を焚き、小舟に乗って川を渡り、騒ぎ立て、聖人の静かな精神的な暮らしを乱している。ある悪魔たちは庵室の床下に潜り込み、別の悪魔たちは梁にぶら下がっている。また別の悪魔たちは庵室の木材をはぎ取っている。悩まされた聖アントニウスは神に助けを懇願しており、一筋の神秘的な光が聖人を照らしている。
絵画の最も注目すべき点は、非常に複雑な光源と性質、象徴的価値を持つ、洗練された照明である。神が存在することを示す第一の照明が光線となって、画面右上隅から聖アントニウスを照らしている。画面は聖人が背にした石柱によって分割されているが、この光線は右側の狭い空間の中を対角線となって聖人の頭上に降り注いでいる。前景部分は廃墟と化した建築物の最も暗い部分を占めており、逆に聖人の背後の空間は最も明るく、遠くの風景に向かって開かれている。この背後の異様な輝きはインプたちの松明から発せられている。一方、月は遠景を青灰色の光で包み込み、遠くの建築物や橋、川の水面、山をほのかに照らしている。
こうした夜景画としての特徴はクロード・ロランの絵画に前例がないもので、おそらく師であるアゴスティーノ・タッシ（アルテミジア・ジェンティレスキを強姦したことで知られる）から引用したものと考えられる。ほぼ間違いなく、クロード・ロランは顧客の要望でそれまでの作風から逸脱している。連作の他の絵画と同様に、聖人を別の画家の協力によって描いている。加えてこれまで以上に大きな画面のサイズ、選択された宗教的主題は、クロード・ロランの通常の特徴ではない。
前期連作のうちで唯一、画家自身が作成した作品目録『リベル・ヴェリタリス』に記録されている。古い目録によると『聖アントニウスの誘惑のある風景』の対作品は『聖オヌフリウスのいる風景』となっているが、美術史家マルセル・レートリスベルガー以降、『聖オヌフリウスのいる風景』は『聖マリア・デ・セルヴェッロのいる風景』の対作品と考えられている。
レートリスベルガーによると、背景の建築物と川を渡る橋を使用して『農民のいる風景』（Paysage avec des paysans, 1638年-1639年）を制作している。

## 来歴
絵画はスペイン王室コレクションとして、1701年、1772年、1794年にブエン・レティーロ宮殿で記録されている。

## ギャラリー

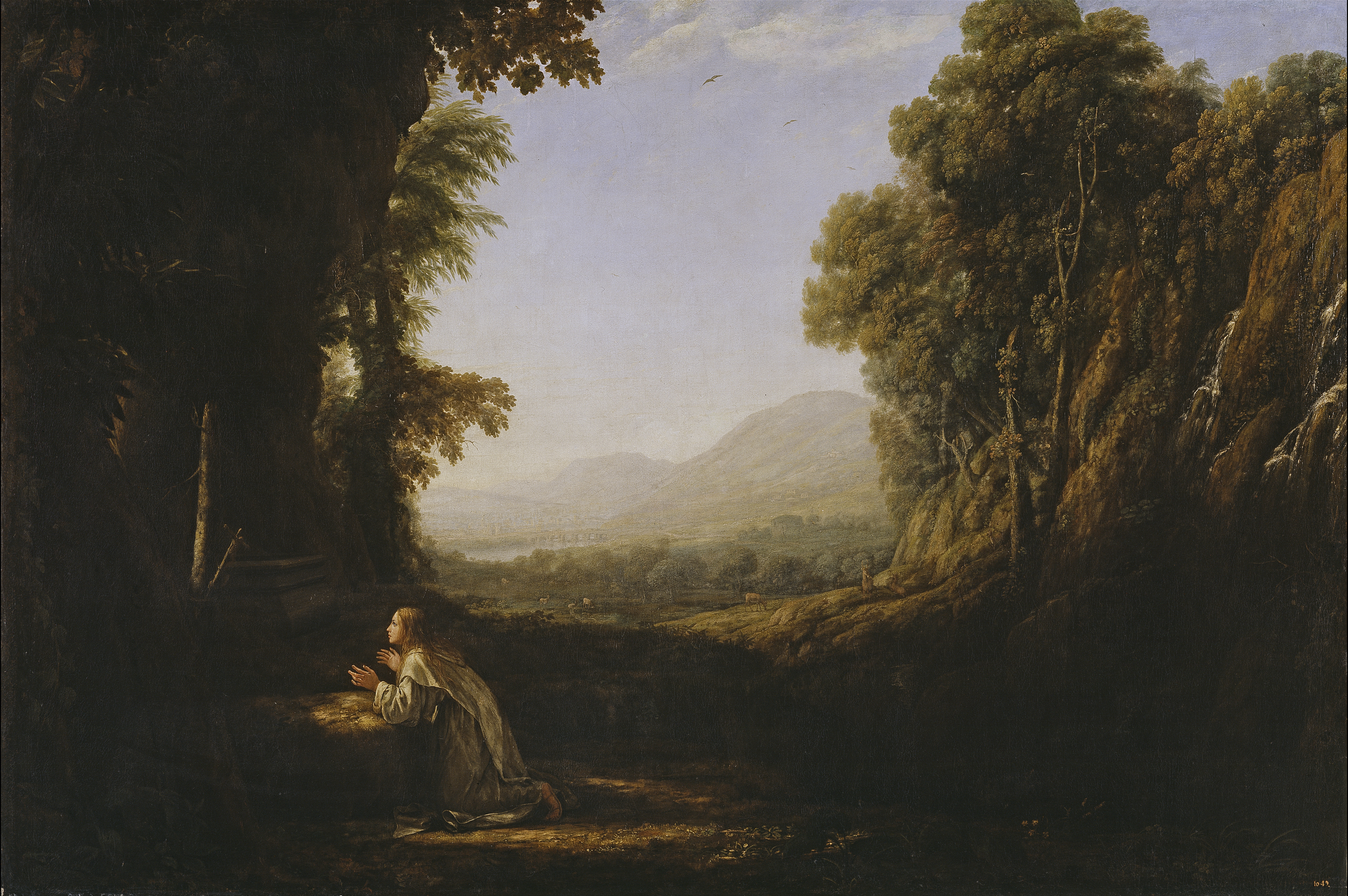
『聖マリア・デ・セルヴェッロのいる風景』1637年頃 プラド美術館所蔵
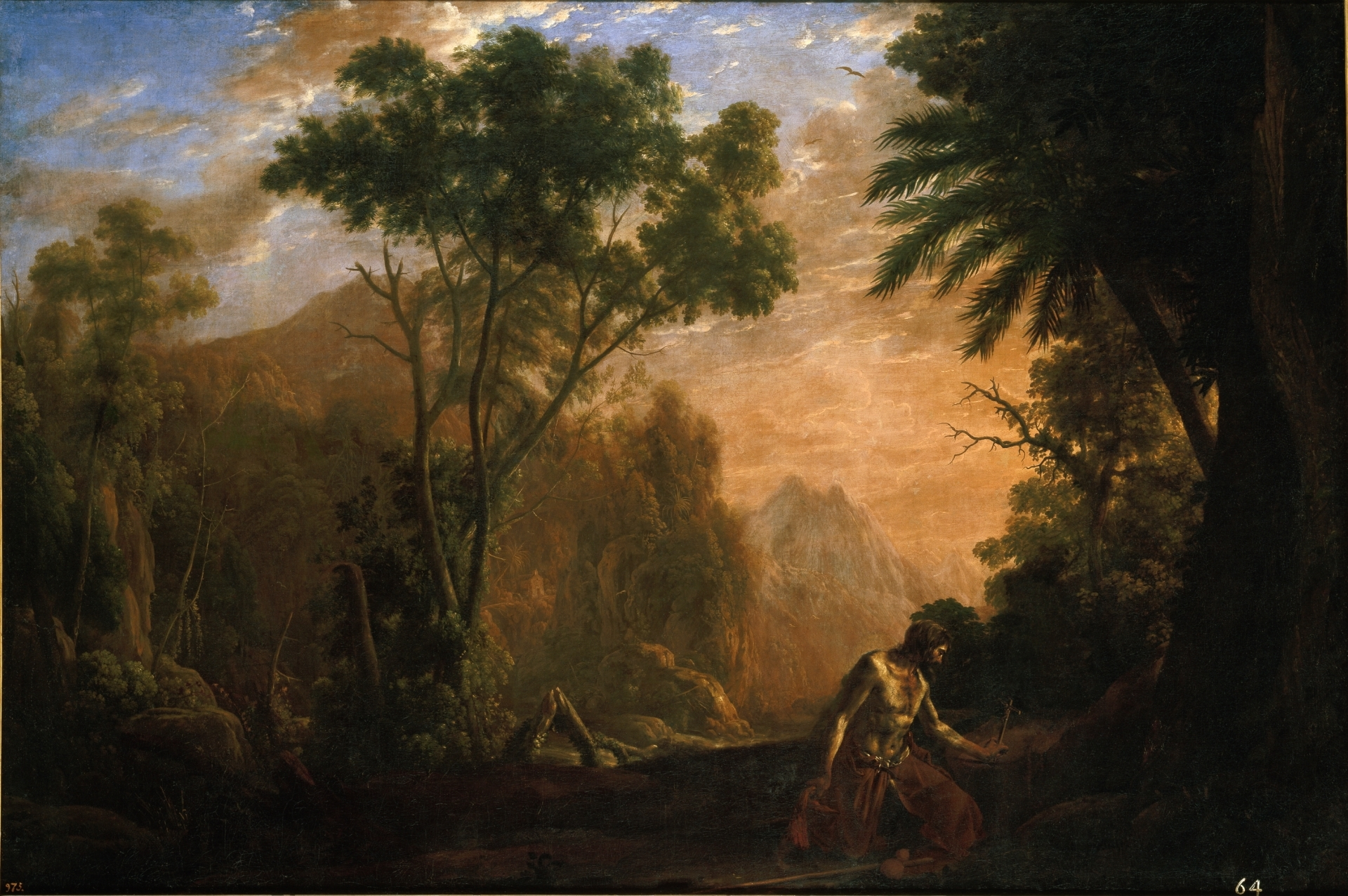
『聖オヌフリウスのいる風景』1638年頃 プラド美術館所蔵